# Jasmine Guy
Jasmine Guy née le 10 mars 1962 à Boston est une actrice, directrice, chanteuse, danseuse américaine.
Elle est surtout connue pour son rôle dans une série dérivée du Cosby Show, Campus Show où elle joue durant six ans, et pour laquelle elle gagne quatre NAACP Image Awards en tant que meilleure actrice dans une série comique. En 2009, elle tient le rôle de Sheila Bennett, la grand-mère de Bonnie Bennett dans la série télévisée dramatico-fantastique américaine Vampire Diaries.

## Biographie

### Enfance et formation
Née à Boston, Massachusetts, d'un père afro-américain et d'une mère blanche américaine. Jasmine a été élevée dans le quartier historique de Collier Heights d’Atlanta en Géorgie, où elle a assisté à ce qu'on appelait alors la Northside Performing Arts High School, plus tard renommée North Atlanta High School. Sa mère Jaye Rudolph (née en 1930), était un ancien professeur de lycée, et son père, le révérend William Guy (né en 1928), était pasteur de l'Église Friendship Baptist d'Atlanta qui a servi comme une maison plus tôt au Spelman College, il était aussi un professeur de collège de philosophie et la religion. À l'âge de 17 ans, Jasmine a déménagé à New York pour étudier la danse à l'Alvin Ailey Dance Center.

## Filmographie

### Films
| Année | Titre                           | Rôle                         | Notes    |
| ----- | ------------------------------- | ---------------------------- | -------- |
| 1988  | School Daze                     | Dina                         |          |
| 1989  | Runaway                         | Charlene "Charlie"           | Téléfilm |
| 1989  | Harlem Nights                   | Dominique La Rue             |          |
| 1993  | "Alex Haley's Queen"            | Pâques (La Mère de la Reine) |          |
| 1995  | Klash                           | Fleur                        |          |
| 1997  | Cat's Don't Dance               | Scieur                       | Voix     |
| 1998  | Madeline                        |                              |          |
| 1999  | Guinevere                       | Linda                        |          |
| 1999  | Lillie                          | Sylvia                       |          |
| 2000  | The Law Of Enclosures           |                              |          |
| 2000  | Diamond Men                     | Tina                         |          |
| 2001  | Dying on the Edge               | Micki                        |          |
| 2006  | The Heart Specialist            |                              |          |
| 2008  | Tru Loved                       | Cynthia                      |          |
| 2009  | Dead Like Me : Life After Death | Roxy Harvey                  |          |
| 2010  | Steppin' 2                      | Janice                       |          |
| 2011  | Blossoms for Clara              | Clara Ducs                   | Court    |
| 2011  | October Baby                    | Nurse Mary                   |          |
| 2012  | What About Us?                  | Arlene Gomes                 | Court    |
| 2013  | Scary Movie 5                   | La mère de Kendra            |          |
| 2014  | Big Stone Gap (film)            | Leah Grimes                  |          |

### Séries
| Année       | Titre                                           | Rôle                                          | Notes                                                |
| ----------- | ----------------------------------------------- | --------------------------------------------- | ---------------------------------------------------- |
| 1982        | Fame                                            | Danseuse                                      | 10 épisodes                                          |
| 1986        | The Equalizer                                   | Gloria                                        | Episode : 'Les Retrouvailles'                        |
| 1987        | At Mother's Request                             | Bank Teller                                   | Téléfilm                                             |
| 1987-1993   | Campus Show                                     | Whitley Gilbert                               | 136 épisodes                                         |
| 1990        | A Killer Among Us                               | Theresa Hopkins                               | Téléfilm                                             |
| 1991        | Le Prince de Bel-Air                            | Kayla Samuels                                 | Episode : 'Le Coup de Foudre'                        |
| 1992        | Stompin' at the Savoy                           | Alice                                         | Téléfilm                                             |
| 1993        | Boy Meets Girl                                  | Lena                                          | Téléfilm                                             |
| 1993        | Alex Haley's Queen                              | Easter                                        | Mini-séries                                          |
| 1995        | Going, Going, Almost Gone! Animals in Danger    | Rôle Voix                                     | Téléfilm                                             |
| 1995        | Melrose Place                                   | Caitlin Mills                                 | 2 épisodes                                           |
| 1995        | NYPD Blue                                       | LaVonna Runnels                               | Episode : 'L'honneur peut attendre'                  |
| 1995        | Touched by an Angel                             | Kathleen                                      | 3 épisodes                                           |
| 1996        | Living Single                                   | Dr. Jessica Bryce                             | 1 épisode                                            |
| 1996        | America's Dream                                 | Elna Du Vaul                                  | Téléfilm                                             |
| 1996        | The Outer Limits                                | Capt. Teri Washington                         | Episode : 'L'assaut'                                 |
| 1996        | Lois & Clark: The New Adventures of Superman    | Angela Winters                                | Episode : 'La Société contre Loïs Lane - 1re Partie' |
| 1997        | Perfect Crime                                   | Capt. Darnell Russell                         | Téléfilm                                             |
| 1997        | Malcolm & Eddie                                 | Paige                                         | Episode : 'Deux Hommes & Un Bébé'                    |
| 1999        | Partners                                        | Amanda                                        | Episode : 'Un Beau Jour'                             |
| 1999        | Any Day Now                                     |                                               | Episode : 'Bleu'                                     |
| 1999        | Ladies Man                                      | Allegra                                       | 3 épisodes                                           |
| 2000        | Happily Ever After: Fairy Tales for Every Child | Princesse Grenouille Lylah (Voix)             | Episode : 'La Princesse Grenouille'                  |
| 2000        | Linc's                                          | Courtney Goode                                | Episode : 'La Musique en moi'                        |
| 2001        | Feast of All Saints                             | Juliet Mercier                                | Téléfilm                                             |
| 2002        | Cyberchase                                      | Ava, Reine de symmetria                       | Episode : 'Secret de Symmetria'                      |
| 2002        | The Parkers                                     | Delilah                                       | Episode : 'Lumières, Camera, Action'                 |
| 2003-2004   | Dead Like Me                                    | Roxy Harvey                                   | 29 épisodes                                          |
| 2006        | Phénomène Raven                                 | Pistache                                      | Episode : 'Photo de couverture'                      |
| 2009        | Mes Parents, Ma Sœur et Moi                     | Keela Goldman                                 | Episode : 'Recommencer'                              |
| 2009-2017   | Vampire Diaries                                 | Sheila Bennett (Grand mère de Bonnie Bennett) | 15 épisodes                                          |
| 2010        | Drop Dead Diva                                  | Juge Nona Daniels                             | Episode : 'Au Placard'                               |
| 2012        | Kasha and the Zulu King                         | Ngazi                                         | Téléfilm                                             |
| 2014        | Tyler Perry's If Loving You Is Wrong            | Mattaline                                     | 3 épisodes                                           |
| 2016-2017   | Agent K.C.                                      | Erica Martin                                  | 6 épisodes                                           |
| 2017        | Superstition                                    | Tante Nancy                                   | 6 épisodes                                           |
| 2019        | Grey's anatomy                                  | Gemma                                         | 5 épisodes                                           |
| depuis 2021 | Harlem                                          | Patricia                                      | Rôle récurrent                                       |